# Dan Woren
Daniel E. Woren (San Diego, Kalifornia, 1952. január 8. –) amerikai szinkronszínész. Jackson Daniels, Warren Daniels, Dan Warren, Daniel Woren és Dan Worren néven is ismert.

## Szerepei

### Animék
- Aesop's Fables - The Tortoise
- Arc, a kölyök - Cougar
- Armitage III - D'Anclaude
- Around the World with Willy Fog - kisebb szerepek
- Bleach - Kucsiki Bjakuja
- Bobobo-bo Bo-bobo - Wild Wister, Mesepotamian Guy, Maitel
- Carried by the Wind: Cukikage Ran - Officer Nakaszaka
- Code Geass: Lelouch of the Rebellion - Acusi Szavazaki
- Codename: Robotech - Roy Fokker
- Cowboy Bebop - Narrátor
- Crimson Wolf - Brukodan
- Daphne in the Brilliant Blue - Tolvaj C
- Detatoko Princess - Arei
- Digimon Adventure/Digimon Adventure 02 - Mr. Tacsikava
- Digimon Data Squad - Bankrabló
- Digimon Savers -
- Dogtanian and the Three Muskehounds - Porthos
- Dragon Ball - Drum
- Early Reins - Henchman
- Gate Keepers - Mr. Nisija (17. epizód)
- Genma Wars - Sheena
- Grimm's Fairy Tale Classics - Kisebb szerepek
- Gun Frontier - Sheriff Kozule
- Gungrave - Laguna Glock
- GUNxSWORD - Gadved
- Gurren Lagann - Prisoner, Robber, Zorthy Kanai
- Heat Guy J - Gene Glen, Neil Olsen
- Hokuto no ken - Barman
- Kaze no Yojimbo - Ken
- Kyo Kara Maoh! - Gwendal von Voltaire
- Little Women - Anthony
- Macross Plus - Yang Neuman
- Mars Daybreak - Hat Man
- Megazone 23 - Sindzsi Nakagava (Streamline szinkron)
- Mobile Suit Gundam 0080: War in the Pocket - Colonel Killing
- Monster - Dr. Eisen, Hans Georg Schubert, Messner
- Mouse - Fon
- Naruto - Kadzsi, Demon Brothers, kisebb szerepek
- New Getter Robo - Man in Black
- Orguss 02 - Assault Unit Commander, Train Conductor
- Outlaw Star - Szaijo Wong (22. epizód)
- Paranoia Agent - Takamine
- Requiem from the Darkness - Matadzsuro, Taromaru
- Robotech - Roy Fokker
- Robotech: The Shadow Chronicles - General Reinhardt
- Ruróni Kensin - Szaitó Hadzsime, Gengo Kiszaki
- Space Adventure Cobra - Cobra
- Speed Racer X - Lionel „Pops” Racer
- Strait-Jacket - Gray
- Street Fighter II: V - Bandit Leader
- Tenchi Muyo! Ryo-Ohki - Baguma
- Tokko - Sogo Muramasza
- Transformers: Robots in Disguise - Crosswise
- Trigun - Chapel the Evergreen
- Wild Arms: Twilight Venom - Dennis
- Wowser - kisebb szerepek

### Rajzfilmek
- Creepy Crawlers - kisebb szerepek
- The Happy Cricket - Béka 2
- Iznogoud - kisebb szerepek
- Twist Olivér - kisebb szerepek
- Wisdom of the Gnomes - kisebb szerepek

### Élőszereplős
- Airwolf - légiirányító
- The A-Team - Sergeant
- Babylon 5 - Bartender
- Cromartie High - The Movie - Kai Ato
- Dynamo Duck - Morris, Bugsy, Manny Mankwrench, Smokey DuBois, Hypnocat
- Grace Under Fire - Man
- Hill Street Blues - Public Defender
- Knots Landing - Intern
- L.A. Law - Rendőrtiszt #2
- Night Man - Major Dunn
- Power Rangers: Wild Force - Zen-Aku, Onikage
- Power Rangers: Time Force - Medicon
- Power Rangers: Zeo - Hydro-Contaminator, Drill Master
- Problem Child - kisebb szerepek
- Renegade - Bartender
- Santa Barbara - Rendőr 1
- Simon & Simon - Officer
- Versus - Convict

### Film
- Akira - kisebb szerepek (Animaze szinkron)
- Armitage III: Poly-Matrix - D'anclaude
- Attack of the Super Monsters - Captain Jim Starbuck, Ashtoreth
- Barefoot Gen - Mr. Pak
- Beastmaster 2: Through the Portal of Time - Rendőrtiszt #1
- Bleach: Elveszett emlékek - Kucsiki Bjakuja
- Bleach: A gyémántpor lázadás - Kucsiki Bjakuja
- Devadsay - UN Rep, kisebb szerepek
- Metropolisz - Kusai Skunk tábornok
- Space Adventure Cobra: The Movie - Cobra
- Street Fighter Alpha – A film - Bar Thug

### Videojátékok
- Bleach: Shattered Blade - Kucsiki Bjakuja
- Delta Force: Black Hawk Down - kisebb szerepek
- Dirge of Cerberus: Final Fantasy VII - kisebb szerepek
- Final Fantasy IV - Yang
- Fire Emblem: Three Houses - Hanneman
- Heroes Chronicles: Warlords of the Wasteland - Narrátor, Tarnum
- Heroes Chronicles: Conquest of the Underworld - Narrátor
- Heroes Chronicles: Masters of the Elements - Narrátor
- Heroes Chronicles: Clash of the Dragons - Narrátor, Tarnum
- Heroes Chronicles: The World Tree - Narrátor
- Heroes Chronicles: The Fiery Moon - Narrátor
- Heroes Chronicles: Revolt of the Beastmasters - Narrátor, Tarnum
- Heroes Chronicles: The Sword of Frost - Narrátor, Tarnum
- Heroes of Might and Magic III: Armageddon’s Blade - kisebb szerepek
- Heroes of Might and Magic III: The Restoration of Erathia - kisebb szerepek
- Heroes of Might and Magic III: The Shadow of Death - kisebb szerepek
- Heroes of Might and Magic IV - Tarnum
- Klonoa - Grandpa, Balue, Moire
- Might and Magic VII: For Blood and Honor - kisebb szerepek
- Might and Magic VIII: Day of the Destroyer - kisebb szerepek
- Persona 3 - Shuji Ikutsuki, Igor
- Persona 4 - Igor
- Robotech: Battlecry - Roy Fokker
- Robotech: Invasion - Silas
- Star Wars: Battlefront 2 - kisebb szerepek
- Trauma Center: New Blood - Miles Hoover, Guy Davidson
- Pete And Sonic 2 - Commoad Ken
- World of Warcraft - Wrath of the Lich King - Malygos